# Anastasa Mikojana
Anastasa Mikojana är en kulle i Antarktis. Den ligger i Östantarktis. Storbritannien gör anspråk på området. Toppen på Anastasa Mikojana är 1 362 meter över havet.
Terrängen runt Anastasa Mikojana är platt åt nordväst, men åt sydost är den kuperad. Terrängen runt Anastasa Mikojana sluttar norrut. Trakten är obefolkad. Det finns inga samhällen i närheten.